# Rotbrustkiebitz
Der Rotbrustkiebitz (Vanellus superciliosus) ist ein Watvogel in der Familie der Regenpfeifer (Charadriidae).
Er kommt ganzjährig vor in Nigeria bis zum Nordosten der Demokratischen Republik Kongo, zum Überwintern kommt er bis Ghana, Kamerun, Westtansania, zum Tschad- und Victoriasee sowie bis Nordsambia.
Der Lebensraum umfasst offene Savanne, gerne abgebrannte Flächen, Seeufer und Flüsse, Fußballfelder und Rasen.
Der Artzusatz kommt von lateinisch supercilium ‚Augenbraue‘.

## Merkmale
Diese Art ist 23 cm groß und wiegt geschätzt 150 g. Es ist ein hübscher, kleiner Kiebitz mit charakteristisch rotbrauner Stirn, schwarzer Kopfkappe und gelben Kehllappen sowie einem schmalen weißen Augenstreif. Wangen, Nacken, Hals und Brust sind grau, er hat ein breites kastanienfarbenes Brustband, die Kehle ist weiß. Die Oberseite ist grünlich-braun. Die Geschlechter unterscheiden sich nicht. Jungvögel sind matter gefärbt, die Kopfkappe ist bräunlich ohne Schwarz, die Kehllappen fehlen noch.
Diese Art ist monotypisch.

## Stimme
Der Ruf wird als kratzende Folge von „kreek-krek-kreek“ ähnlich dem des Schwarzflügelkiebitzes (Vanellus melanopterus) beschrieben.

## Lebensweise
Die Nahrung besteht aus Insekten, gerne Ameisen, die in lockerer Erde gesucht werden, auch nachts. Die Brutzeit liegt zwischen Januar und März in Nigeria und Kamerun, wohl während der Trockenzeit. Die Art lebt standorttreu und monogam.
Das Nest ist eine flache Vertiefung bevorzugt in frisch abgebranntem, steinigem Untergrund, das Gelege besteht aus 2 bis 4 rötlichen, dem Untergrund farblich angepassten Eiern mit schwärzlichen, dunkel- und rotbraunen Flecken. Beide Elternvögel brüten über mindestens 24 Tage.

## Gefährdungssituation
Die Art gilt als nicht gefährdet (Least Concern).